# Слюсаренко, Пётр Константинович
Пётр Константи́нович Слюсаре́нко (1912 — ?) — советский дипломат. Чрезвычайный и полномочный посол.

## Биография
Член ВКП(б).
- В 1939—1941 годах — сотрудник центрального аппарата НКИД СССР.
- В 1941—1945 годах — сотрудник посольства СССР в США.
- В 1945—1946 годах — 1-й секретарь посольства СССР в Нидерландах.
- В 1946—1956 годах — сотрудник центрального аппарата МИД СССР.
- В 1956—1958 годах — советник посольства СССР во ДРВ.
- В 1958—1961 годах — советник Отдела стран Ближнего Востока МИД СССР.
- В 1961—1963 годах — советник-посланник посольства СССР в ОАР.
- С 30 января 1964 по 11 июня 1968 года — чрезвычайный и полномочный посол СССР в Иордании[1].
- В 1968—1970 годах — на ответственной работе в центральном аппарате МИД СССР.
- С 23 ноября 1970 по 11 сентября 1978 года — чрезвычайный и полномочный посол СССР в Того[2].

## Награды
- Орден Красной Звезды (5 ноября 1945)
- Орден Трудового Красного Знамени (31 декабря 1966, 22 октября 1971)[3]